# Art Institute of Chicago

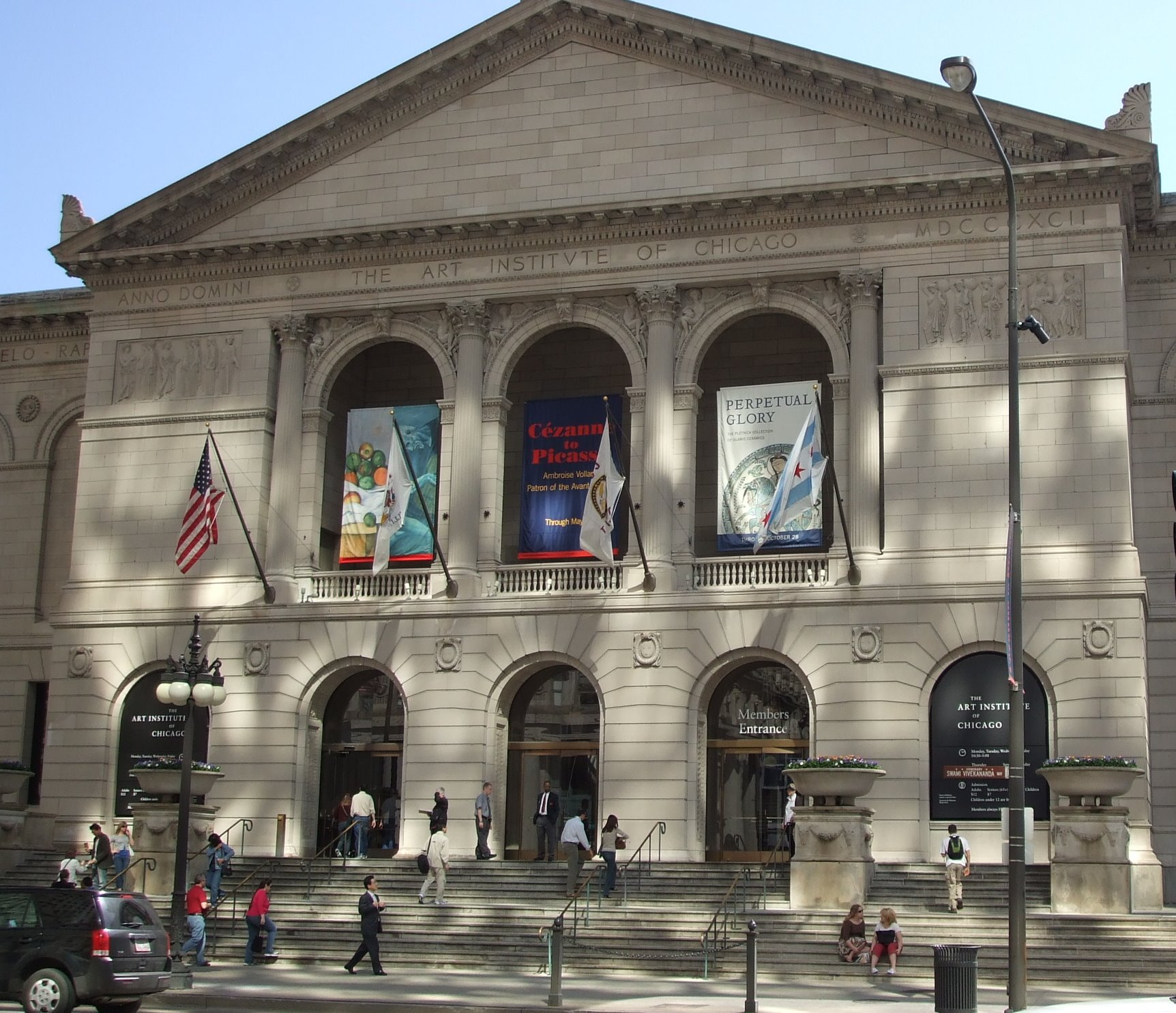
Art Institute of Chicago

Art Institute of Chicago (Institutul de Artă din Chicago) este un muzeu de artă, care a luat ființă în anul 1866, iar din anul 1868 a devenit o școală superioară de arte din Chicago, Illinois, SUA. Institutul de arte a luat naștere ca urmare a inițiativei cetățenilor înstăriți ai orașului, care au donat bani și colecțiile lor de picturi, printre aceștia se numără Arthur Jerome Eddy, Bertha Honoré Palmer și Martin Antoine Ryerson. Prima clădire a institutului se afla pe South Michigan Avenue și a fost proiectată de arhitecții  Shepley, Rutan și Coolide, aici având loc în anul 1893 o expoziția internațională World Columbian Exposition. Actual institutul se află în parcul Grant Park, districtul Historic Michigan Boulevard District. Este muzeu de artă universală, aici sunt păstrate peste 300.000 de opere de artă care provin dintr-o perioadă de cinci secole.

## Personalități marcante care au studiat aici
- George Grey Barnard (1893–1938), sculptor
- Walt Disney (1901–1966), desenator, întemeitorul companiei Walt Disney Company
- Hugh Hefner (*1926), întemeiteorul Magazinului Playboy
- Herblock (1909–2001), caricaturist, laureat al premiului Pulitzer
- Georgia O'Keeffe (1905–1906), pictor
- Robert Indiana (*1928), pictor
- Claes Oldenburg (*1929), sculptor
- David Sedaris (*1956), humorist, essayist
- John Chamberlain (*1927), sculptor
- Theodore Roszak, (1907-1981), pictor
- Apichatpong Weerasethakul (*1970), regizor de filme tailandez

## Legături externe
- http://www.artic.edu/
- Colecții Arhivat în 12 martie 2007, la Wayback Machine.
- Expoziții Arhivat în 27 septembrie 2007, la Wayback Machine.
- Homepage School of the Art Institute of Chicago

Coordonate: 41° 52′ 46″ N, 87° 37′ 26″ W